# Uranothauma belcastroi
Uranothauma belcastroi är en fjärilsart som beskrevs av Larsen 1997. Uranothauma belcastroi ingår i släktet Uranothauma och familjen juvelvingar. Inga underarter finns listade i Catalogue of Life.